# 16398 Hummel
16398 Hummel è un asteroide della fascia principale. Scoperto nel 1982, presenta un'orbita caratterizzata da un semiasse maggiore pari a 2,3351839 UA e da un'eccentricità di 0,2475534, inclinata di 3,48812° rispetto all'eclittica.